# Season's Call
"Season's Call" é o sétimo single do músico japonês Hyde, lançado em 22 de fevereiro de 2006 pela Haunted Records (Ki/oon Records) e incluído no álbum Faith. Foi usado como segundo tema de abertura do anime Blood+.
"Season's Call" foi o último single antes do cantor pausar sua carreira solo para formar a banda Vamps com seu produtor. O single seguinte, "Who's Gonna Save Us", foi lançado apenas em 2018 com a pausa do Vamps.

## Recepção
"Season's Call" alcançou a primeira posição na Oricon Singles Chart semanal, permanecendo na parada por onze semanas. Foi certificado disco de ouro pela RIAJ por vender mais de 100 mil cópias e foi o 97° single mais vendido no Japão em 2006.

## Faixas
| N.º            | Título               | Duração |  |
| 1.             | "Season's Call"      | 5:21    |  |
| 2.             | "Unexpected (Dist.)" | 5:12    |  |
| Duração total: | Duração total:       | 10:34   |  |

## Ficha técnica

### Season's Call
- Hyde –  vocais
- K.A.Z – guitarra, programação
- Craig Adams – baixo
- Scott Garrett – bateria

### Unexpected (Dist.)
- Hyde –  vocais
- K.A.Z – guitarra, programação
- KenKen (Rize) – baixo
- Scott Garrett – bateria[5]